# Nahoni Range
Nahoni Range är ett berg i Kanada.   Det ligger i territoriet Yukon, i den västra delen av landet, 4 300 km väster om huvudstaden Ottawa. Toppen på Nahoni Range är 1 028 meter över havet.
Terrängen runt Nahoni Range är lite kuperad. Trakten runt Nahoni Range är nära nog obefolkad, med mindre än två invånare per kvadratkilometer.. Det finns inga samhällen i närheten.
Omgivningarna runt Nahoni Range är i huvudsak ett öppet busklandskap.